# Comissão das Nações Unidas para os Direitos Humanos
A Comissão das Nações Unidas para os Direitos Humanos (CNUDH) foi uma comissão sob supervisão do Escritório do Alto Comissário das Nações Unidas para os Direitos Humanos (em português, EACDH ou, em inglês, Office of the United Nations High Commissioner for Human Rights, OHCHR).
A Comissão era composta por representantes de 53 estados-membros, que se reuniam todos os anos em sessão ordinária, durante seis semanas, entre Março e Abril, em Genebra. Em Janeiro de 2003, a Líbia foi eleita presidente. Em Janeiro de 2004, a Austrália substituiu-a.
A CNUDH tinha como atribuições examinar, vigiar e fazer relatório público sobre a situação dos direitos humanos em países ou territórios específicos (conhecidos como como mecanismos ou mandatos de país), bem como sobre os principais fenómenos mundiais relacionados com a violação dos direitos humanos (mecanismos ou mandatos temáticos).
O Conselho de Direitos Humanos das Nações Unidas (CDH), criado em 2006,  veio substituir a Comissão para os Direitos Humanos. Em maio de do mesmo ano, o novo Conselho elegeu seus 47 membros para um primeiro mandato. Os assentos foram distribuídos por continente ou região, sendo 13 para a África, 7 para a América Latina e Caribe, 7 para a Europa Ocidental e 6 para a Europa do Leste. O Brasil foi eleito para uma das vagas latino-americanas.